# Lou Romano
Lou Romano (* 15. April 1972 in San Diego) ist ein US-amerikanischer Trickfilmzeichner und Synchronsprecher.

## Leben
Bereits im jungen Alter interessierte sich Romano für das Zeichnen und Malen. Er schloss 1990 sein Studium an der San Diego School of Creative and Performing Arts ab und begann später, als Animator für Computeranimationsfilme zu arbeiten. 2000 schloss er sich Pixar an und arbeitete an Die Monster AG und Die Unglaublichen – The Incredibles. Des Weiteren lieh er auch zahlreichen Charakteren seine Stimme, darunter Alfredo Linguini aus Ratatouille. Für seine Arbeit als Animator an Die Unglaublichen - The Incredibles wurde Romano 2005 mit dem Annie Award ausgezeichnet. 2009 verließ er Pixar und arbeitet seitdem bei Laika.
Derzeit lebt Romano mit seiner Frau in der San Francisco Bay Area.